# Стадіон Йокогама

Стадіон Йокогама (横浜スタジアム, Yokohama Sutajiamu) - стадіон в Нака, Йокогама, Японія. Відкритий в 1978 році і вміщує 34 046 глядачів.
На ньому проводяться бейсбольні матчі, стадіон домашній для клубу Йокагама ДеНа БайСтарс. На полі є ґрунтова пітчерська гірка та доріжки, основна частина газону має трав'яне покриття.
Також на ньому відбуваються матчі по австралійському футболу, і він зібрав другу за чисельністю кількість вболівальників за межами Австралії. 

## Концерти
Santana та Масайоші Таканака виступали на стадіоні 2 серпня 1981 року.
Анзен Чітаі виступали на стадіоні 31 серпня 1985 року. Концерт "One Night Theater 1985" вийшов на VHS 21 грудня 1985 року, 25 січня 1986 року — на LaserDisc та Video High Density, 19 серпня 1998 він вийшов на CD та DVD.
Майкл Джексон в рамках Bad World Tour зіграв на стадіоні п'ять концертів 25-27 вересня та 3-4 жовтня 1987 року. Відвідали їх сумарно 240 тисяч глядачів (близько 48 000 за концерт), це була рекордна цифра для міста. Один із концертів вийшов на VHS.
Тіна Тернер зіграла 4 концерти у рамках Break Every Rule World Tour в березні 1988 року.
Мадонна тричі поспіль виступала на стадіоні в рамках Blond Ambition World Tour 25-27 квітня 1990 року. Концерт від 27 квітня вийшов на VHS та Laserdisc ексклюзивно в Японії.
Luna Sea відіграли тут різдвяний концерт 23 грудня 1996 року, він став кінцевим в їх турі. Під час цього виступу музиканти оголосили про річну перерву у виступах аби мати час для сольної діяльності. Пізніше цей концерт вийшов на DVD в 2003 році.
Нана Мідзукі також просила тут завершальний концерт свого туру 3 серпня 2014 року. Виступ зібрав рекордні для Йокогами 32 тисячі глядачів на виступах вітчизняних виконавців.
У вересні 2014 року гурт One Ok Rock провів тут дводенний концерт під назвою "Mighty Long Fall Live at Yokohama Stadium 2014", котрий зібрав 60 тисяч глядачів.

## Спорт
Тут будуть відбуватися бейсбольні та софтбольні матчів під час Олімпійських ігор 2020.